# Wioślarstwo na Letnich Igrzyskach Olimpijskich 2024 – czwórka podwójna mężczyzn
Czwórka podwójna mężczyzn – konkurencja wioślarska, w której rywalizacja odbywała się podczas Letnich Igrzysk Olimpijskich 2024 w Paryżu. Zawody zostały rozegrane w dniach 27–31 lipca 2024.

## Terminarz
| Data          | Godzina rozpoczęcia (CET) | Runda      |
| ------------- | ------------------------- | ---------- |
| 27 lipca 2024 | 12:30                     | Eliminacje |
| 29 lipca 2024 | 11:20                     | Repasaże   |
| 31 lipca 2024 | 12:02                     | Finał      |

## Rekordy
Rekord świata i rekord olimpijski przed rozpoczęciem zawodów:
| Rekord            | Reprezentacja                                                              | Czas    | Miejsce | Data          |
| ----------------- | -------------------------------------------------------------------------- | ------- | ------- | ------------- |
| Rekord świata     | Holandia Tone Wieten · Koen Metsemakers · Abe Wiersma · Dirk Uittenbogaard | 5:32,03 | Tokio   | 28 lipca 2021 |
| Rekord olimpijski | Holandia Tone Wieten · Koen Metsemakers · Abe Wiersma · Dirk Uittenbogaard | 5:32,03 | Tokio   | 28 lipca 2021 |

## Wyniki

### Eliminacje
Do finału awansują po dwie pierwsze osady z każdego biegu. Pozostałe osady wezmą udział w repasażach.
Bieg 1
| Pozycja | Tor | Zawodnik                                                                      | Reprezentacja   | Czas    | Uwagi             |
| ------- | --- | ----------------------------------------------------------------------------- | --------------- | ------- | ----------------- |
| 1.      | 5   | Lennart van Lierop Finn Florijn Tone Wieten Koen Metsemakers                  | Holandia        | 5:41,69 | Awans do finału A |
| 2.      | 2   | Thomas Barras Callum Dixon Matthew Haywood Graeme Thomas                      | Wielka Brytania | 5:44,82 | Awans do finału A |
| 3.      | 3   | Anton Finger Max Appel Tim Ole Naske Moritz Wolff                             | Niemcy          | 5:46,90 |                   |
| 4.      | 1   | Kristoffer Brun Oscar Stabe Helvig Jonas Slettemark Juel Erik André Solbakken | Norwegia        | 5:50,48 |                   |
| 5.      | 4   | Leontin Nuțescu Andrei Lungu Florin Bogdan Horodisteanu Ioan Prundeanu        | Rumunia         | 5:51,14 |                   |

Bieg 2
| Pozycja | Tor | Zawodnik                                                        | Reprezentacja | Czas    | Uwagi             |
| ------- | --- | --------------------------------------------------------------- | ------------- | ------- | ----------------- |
| 1.      | 2   | Luca Chiumento Luca Rambaldi Andrea Panizza Giacomo Gentili     | Włochy        | 5:43,31 | Awans do finału A |
| 2.      | 4   | Dominik Czaja Mateusz Biskup Mirosław Ziętarski Fabian Barański | Polska        | 5:44,39 | Awans do finału A |
| 3.      | 3   | Dominic Condrau Jonah Plock Scott Bärlocher Maurin Lange        | Szwajcaria    | 5:49,50 |                   |
| 4.      | 1   | Tõnu Endrekson Mikhail Kushteyn Johann Poolak Allar Raja        | Estonia       | 5:52,04 |                   |

### Repasaże
| Pozycja | Tor | Zawodnik                                                                      | Reprezentacja | Czas    | Uwagi             |
| ------- | --- | ----------------------------------------------------------------------------- | ------------- | ------- | ----------------- |
| 1.      | 2   | Anton Finger Max Appel Tim Ole Naske Moritz Wolff                             | Niemcy        | 5:52,39 | Awans do finału A |
| 2.      | 3   | Dominic Condrau Jonah Plock Scott Bärlocher Maurin Lange                      | Szwajcaria    | 5:52,55 | Awans do finału A |
| 3.      | 4   | Kristoffer Brun Oscar Stabe Helvig Jonas Slettemark Juel Erik André Solbakken | Norwegia      | 5:53,13 |                   |
| 4.      | 1   | Tõnu Endrekson Mikhail Kushteyn Johann Poolak Allar Raja                      | Estonia       | 5:55,74 |                   |
| 5.      | 5   | Leontin Nuțescu Andrei Lungu Florin Bogdan Horodisteanu Ioan Prundeanu        | Rumunia       | 5:56,32 |                   |

### Finały

#### Finał B
| Pozycja | Tor | Zawodnik                                                                      | Reprezentacja | Czas    | Uwagi |
| ------- | --- | ----------------------------------------------------------------------------- | ------------- | ------- | ----- |
| 1.      | 3   | Tõnu Endrekson Mikhail Kushteyn Johann Poolak Allar Raja                      | Estonia       | 5:50,55 |       |
| 2.      | 2   | Kristoffer Brun Oscar Stabe Helvig Jonas Slettemark Juel Erik André Solbakken | Norwegia      | 5:51,88 |       |
| 3.      | 1   | Leontin Nuțescu Andrei Lungu Florin Bogdan Horodisteanu Ioan Prundeanu        | Rumunia       | 5:54,77 |       |

#### Finał A
| Pozycja | Tor | Zawodnik                                                        | Reprezentacja   | Czas    | Uwagi |
| ------- | --- | --------------------------------------------------------------- | --------------- | ------- | ----- |
| złoto   | 4   | Lennart van Lierop Finn Florijn Tone Wieten Koen Metsemakers    | Holandia        | 5:42,00 |       |
| srebro  | 3   | Luca Chiumento Luca Rambaldi Andrea Panizza Giacomo Gentili     | Włochy          | 5:44,40 |       |
| brąz    | 5   | Dominik Czaja Mateusz Biskup Mirosław Ziętarski Fabian Barański | Polska          | 5:44,59 |       |
| 4.      | 2   | Thomas Barras Callum Dixon Matthew Haywood Graeme Thomas        | Wielka Brytania | 5:46,51 |       |
| 5.      | 6   | Anton Finger Max Appel Tim Ole Naske Moritz Wolff               | Niemcy          | 5:50,62 |       |
| 6.      | 1   | Dominic Condrau Jonah Plock Scott Bärlocher Maurin Lange        | Szwajcaria      | 5:58,04 |       |